# Turneul de Master Series de la Essen
Turneul de Master Series de la Essen (oficial: Eurocard Open) a fost un turneu de tenis masculin care a avut loc în Essen, Germania, în 1995, pentru ca anul următor turneul să se desfășoare la Stuttgart.

## Simplu masculin
| Anul | Câștigător    | Finalist           | Rezultat           |
| ---- | ------------- | ------------------ | ------------------ |
| 1995 | Thomas Muster | MaliVai Washington | 7:6, 2:6, 6:3, 6:4 |

## Dublu masculin
| Anul | Câștigători                   | Finaliști                | Rezultat |
| ---- | ----------------------------- | ------------------------ | -------- |
| 1995 | Jacco Eltingh / Paul Haarhuis | Cyril Suk / Daniel Vacek | 7:5, 6:4 |